# Китайгородська сільська рада (Кам'янець-Подільський район)
Китайгоро́дська сільська́ ра́да — адміністративно-територіальна одиниця та орган місцевого самоврядування в Кам'янець-Подільському районі Хмельницької області. Адміністративний центр — село Китайгород.

## Загальні відомості
Китайгородська сільська рада утворена в 1923 році.
- Територія ради: 40,181 км²
- Населення ради: 1 121 особа (станом на 2001 рік)
- Територією ради протікають річки Тернавка, Студениця

## Населені пункти
Сільській раді були підпорядковані населені пункти:
- с. Китайгород
- с. Вихватнівці
- с. Ленівка

## Склад ради
Рада складалася з 16 депутатів та голови.
- Голова ради: Чорний Віктор Дмитрович
- Секретар ради: Розворук Галина Сергіївна

### Керівний склад попередніх скликань
| Прізвище, ім'я, по батькові | Основні відомості                                                               | Дата обрання | Дата звільнення |
| --------------------------- | ------------------------------------------------------------------------------- | ------------ | --------------- |
| Чорний Віктор Дмитрович     | Сільський голова, 1955 року народження, безпартійний                            | 26.03.2006   | 31.10.2010      |
| Чорний Віктор Дмитрович     | Сільський голова, 1959 року народження, освіта середня спеціальна, безпартійний | 31.10.2010   |                 |

Примітка: таблиця складена за даними сайту Верховної Ради України

### Депутати
За результатами місцевих виборів 2010 року депутатами ради стали:

#### За суб'єктами висування
| Суб'єкт висування                 | Кількість обраних депутатів | %    |
| --------------------------------- | --------------------------- | ---- |
| Народна партія                    | 7                           | 43,8 |
| Самовисування                     | 7                           | 43,8 |
| Політична партія «Сильна Україна» | 2                           | 12,5 |

#### За округами
| № округу                          | Прізвище, ім'я, по батькові     | Дата визнання обраним | Освіта             | Партійна приналежність | Відомості про обраного депутата                            |
| --------------------------------- | ------------------------------- | --------------------- | ------------------ | ---------------------- | ---------------------------------------------------------- |
| Народна Партія                    |                                 |                       |                    |                        |                                                            |
| 1                                 | Гончарук Оксана Миколаївна      | 03.11.2010            | вища               | позапартійна           | Будинок-інтернат, бухгалтер                                |
| 2                                 | Овчарук Микола Антонович        | 03.11.2010            | вища               | позапартійний          | приватний підприємець                                      |
| 5                                 | Розварук Галина Сергіївна       | 03.11.2010            | вища               | позапартійна           | Китайгородська сільська рада, секретар                     |
| 6                                 | Овчарук Людмила Миколаївна      | 03.11.2010            | вища               | позапартійна           | Китайгородська сільська рада, бухгалтер                    |
| 9                                 | Чепелюк Микола Васильович       | 03.11.2010            | вища               | позапартійний          | Хмельницькобленерго, старший майстер                       |
| 14                                | Байрак Лариса Анатоліївна       | 03.11.2010            | вища               | позапартійна           | Відділення зв'язку, листоноша                              |
| 15                                | Чепелюк Валерій Миколайович     | 03.11.2010            | вища               | позапартійний          | Хмельницькобленерго, електромонтажник                      |
| Політична партія «Сильна Україна» |                                 |                       |                    |                        |                                                            |
| 7                                 | Дибаш Валентина Іванівна        | 03.11.2010            | вища               | позапартійна           | Будинок-інтернат, молодша сестра                           |
| 8                                 | Шмаєр Ольга Петрівна            | 03.11.2010            | середня спеціальна | позапартійна           | Відділення зв'язку, начальник                              |
| Самовисування                     |                                 |                       |                    |                        |                                                            |
| 3                                 | Бідяк Віталій Васильович        | 03.11.2010            | вища               | позапартійний          | Китайгородська амбулаторія, лікар                          |
| 4                                 | Маринюк Лідія Василівна         | 03.11.2010            | вища               | позапартійна           | тимчасово не працює                                        |
| 10                                | Мосійчук Євгена Василівна       | 03.11.2010            | вища               | позапартійна           | тимчасово не працює                                        |
| 11                                | Боярська Аніта Анатоліївна      | 03.11.2010            | вища               | позапартійна           | Держкомзем Кам'янець-Подільського р-ну, юрист              |
| 12                                | Дзізінська Оксана Володимирівна | 03.11.2010            | вища               | позапартійна           | фельдшерсько-акушерський пункт с. Вихватнівці, фельдшер    |
| 13                                | Любімова Наталя Ярославівна     | 03.11.2010            | вища               | позапартійна           | тимчасово не працює                                        |
| 16                                | Гой Галина Василівна            | 14.03.2011            | вища               | позапартійна           | Китайгородська сільська рада, завідувачка клубу с. Ленівка |